# Alexandre Lloveras
Alexandre Lloveras, né le 26 juin 2000 à Lyon, est un coureur cycliste handisport français, en catégorie B2 (Déficient visuel).

## Biographie
Atteint de l'amaurose congénitale de Leber, Alexandre Lloveras est malvoyant depuis sa naissance et il est privé d’un champ visuel périphérique. Alexandre Lloveras est membre du Centre fédéral handisport de Talence, où il entre en 2015 pour faire de l’athlétisme privilégiant le 800 mètres. Face à plusieurs blessures au pied, il se tourne en 2018 vers le paracyclisme et fait ses débuts avec Jean-Luc Ballufier. En parallèle de sa carrière de sportif de haut-niveau, il effectue ses études en kinésithérapie.
Il est sacré vice-champion de France 2019, derrière Raphaël Beaugillet. Il est ensuite associé en compétition avec le pilote Corentin Ermenault qui a décroché notamment un titre de champion d’Europe en poursuite.
En 2021, il est vice-champion du monde UCI du contre-la-montre en tandem sur le Circuit d'Estoril. Il prend la huitième place sur le course en ligne MB. Aux jeux paralympiques de Tokyo, ils échouent au pied du podium dans l'épreuve de poursuite sur piste. Le duo Lloveras/Ermenault prend sa revanche dans l'épreuve du contre-la-montre sur route avec le titre olympique en s'imposant sur le circuit Fuji Speedway avec 6.75 secondes devant la paire néerlandaise ter Schure/Fransen. En juin 2022, le duo récupère la médaille de bronze sur piste après la disqualification pour dopage du Polonais Polak.
Avec son pilote Yoann Paillot, il est médaillé de bronze de la course en ligne catégorie B et quatrième du contre-la-montre aux Jeux paralympiques de 2024 à Paris.

## Palmarès handisport

### Cyclisme

#### Jeux paralympiques
- Jeux paralympiques d'été de 2021 à Tokyo,  Japon
  -  Médaille d'or de la course contre-la-montre - B, avec Corentin Ermenault
  -  Médaille de bronze de la course en ligne - B, avec Corentin Ermenault
  -  Médaille de bronze de la Poursuite - B, avec Corentin Ermenault (réattribué après une disqualification pour dopage)
- Jeux paralympiques d'été de 2024 à Paris,  France
  -  Médaille de bronze de la course en ligne - B, avec Yoann Paillot

#### Championnats du monde
- Championnats du monde de paracyclisme sur route 2020 à Cascais,  Portugal
  -  Médaille d'argent en catégorie B
- Championnats du monde de paracyclisme sur piste 2022 à Saint-Quentin en Yvelines,  France
  -  Médaille de bronze 750 m Tandem Team Sprint avec Maxime Gressier et tandem Féminin Anne-Sophie Centis & Elise Delzenne[7]
- Championnats du monde de paracyclisme sur piste 2023 à Glasgow,  Écosse
  -  Médaille d'argent en poursuite avec Louis Pijourlet
- Championnats du monde de paracyclisme sur route 2024 à Zurich,  Suisse
  -  Médaille d'argent du contre-la-montre en catégorie B avec Yoann Paillot
  -  Médaille de bronze de la course en ligne en catégorie B avec Yoann Paillot

## Décorations
- Chevalier de la Légion d'honneur (2021)[8].
- Médaille de la jeunesse, des sports et de l'engagement associatif, argent (2025)[9].